# The Seeds of Love (Tears for Fears album)
The Seeds of Love er tredje studioalbum fra den engelske duo Tears For Fears. Det udkom på selskabet Fontana Records d. 25. september 1989 og indeholder blandt andet sangene "Sowing the Seeds of Love" og "Woman in Chains", der begge blev store hits.

## Baggrund
Efter nogle år med kolossal succes, markerede "The Seeds of Love" begyndelsen på enden for det originale 'Tears for Fears'. Produktionen af albummet trak ud, og frustrationerne blev mange. Undervejs i processen måtte den ene halvdel af duoen, Curt Smith, også igennem en skilsmisse, og da albummet endelig blev færdig efter fire år, var han efter eget udsagn slidt og træk. På det tidspunkt havde indspilningerne kostet cirka en million pund (på det tidspunkt knap 10 mio. kroner) at få gjort færdige.

## Spor
1. "Woman in Chains" - (06:31)
2. "Bad Man's Song" - (08:32)
3. "Sowing the Seeds of Love" - (06:16)
4. "Advice for the Young at Heart" - (04:50)
5. "Standing on the Corner of the Third World" - (05:30)
6. "Swords and Knives" - (06:12)
7. "Year of the Knife" - (07:08)
8. "Famous Last Words" - (04:24)
9. "Tears Roll Down" - (03:16)
10. "Always in the Past" - (04:38)
11. "Music for Tables" - (03:32)
12. "Johnny Panic and the Bible of Dreams" - (04:17)